# Archivio di Stato di Bologna
L'Archivio di Stato di Bologna è il repositorio delle carte e degli archivi documentali di proprietà pubblica nella città di Bologna. 
Fu istituito nell'ottobre del 1874. Esso custodisce i documenti amministrativi degli organi di governo della città fino al 1796, e i documenti degli uffici periferici dello Stato della Chiesa, del Regno d'Italia e della Repubblica italiana.
Sede dell'Archivio è l'ex convento dei monaci celestini dal 1940; in precedenza esso era ospitato presso palazzo Galvani.
Dal 1890 vi opera la Scuola Statale di Archivistica, Paleografia e Diplomatica, cui si accede se in possesso del diploma di scuola secondaria superiore. Alla Scuola si accede tramite un esame preselettivo costituito da due prove. Il numero massimo di allievi che possano frequentare la Scuola è 40 per biennio.